# 兴唐府 (后唐)
興唐府，五代十国时，后唐设置的府。
后唐同光元年（923年），李存勖在魏州（今河北省大名县）即位，改魏州为东京兴唐府。同光三年（925年），改为邺都，为次府。后晋建立后改为广晋府。后汉建立后改为大名府。后周时逝世官员冯晖的墓志，称其为邺都高唐县人。

## 兴唐尹
- 王正言（923年）
- 李继岌（923年－925年）
- 王正言（925年－926年）
- 李从荣（926年－927年）
- 赵敬怡（927年－928年）
- 石敬瑭（928年－931年）
- 李从厚（931年－933年）
- 范延光（934年－935年）
- 李重美（935年）
- 刘延皓（935年－936年）
- 张令昭（936年）
- 范延光（936年－937年）